# فرانکو مانیانی
فرانکو مانیانی (ایتالیایی: Franco Magnani؛ زادهٔ ۲۹ آوریل ۱۹۳۸) دوچرخه‌سوار اهل ایتالیا است. وی در مسابقات تور دو فرانس و جیرو دیتالیا شرکت کرده است.